# Football Club de Nantes 2023-2024
Questa voce raccoglie le informazioni riguardanti il Football Club de Nantes nelle competizioni ufficiali della stagione 2023-2024.

## Stagione
In vista della nuova stagione, la dirigenza dei gialloverdi, all'apertura della sessione estiva di calciomercato, si impegna con l'intento di potenziare la squadra per superare le prestazioni della stagione precedente e ristrutturare l'organico, non prima di riconfermare sulla panchina Pierre Aristouy, autore della salvezza raggiunta all'ultima giornata di gioco della stagione precedente. 
In sede di calciomercato, sono alcuni dei punti fermi degli anni passati a farne le spese e lasciare Nantes. Andrei Girotto, seguendo le orme di altri calciatori europei, si trasferisce in Arabia Saudita, all'Al-Taawoun; Sébastien Corchia rimane invece in Francia, all'Amiens. A fare più scalpore è invece la cessione del capitano Ludovic Blas, che lascia La Jonelière dopo quattro stagioni impreziosite da 45 reti in 159 presenze e un trofeo (la Coppa di Francia nel 2021-2022) per trasferirsi agli acerrimi rivali del Rennes. Di conseguenza, il nuovo capitano jaune et verts diventa lo spagnolo Pedro Chirivella.
Sul fronte del mercato in entrata, i gialloverdi accolgono undici nuovi acquisti. Dapprima vengono riscattati da Galatasaray e Nizza, gli attaccanti Mostafa Mohamed e Andy Delort, con quest'ultimo che tuttavia viene subito ceduto ai qatarioti dell'Umm-Salal; arrivano poi a titolo definitivo Hugo Barbet dal Guingamp, Jean-Kévin Duverne dal Brest, Ronaël Pierre-Gabriel dal Magonza, ed infine i brasiliani Douglas Augusto dal PAOK e Adson Ferreira Soares dal Corinthians. Poi si aggregano a titolo temporaneo: Eray Cömert, Lamine Diack, Maquinhos e Matthis Abline, con quest'ultimo che fa il percorso inverso di Blas.
Allestita la rosa, il debutto stagionale non è esaltante tanto quanto i movimenti in entrata, infatti il percorso in campionato dei canarini comincia con due sconfitte, contro il Tolosa e il Lilla.
Tra settembre e ottobre i canarini invertono la rotta, risalendo la classifica fino al 7º posto grazie ad un bilancio di 4 vittorie, 2 pareggi (contro i più blasonati Monaco e Olympique Marsiglia) e una sconfitta (contro i rivali del Rennes), che rappresentano per il club uno dei migliori inizi in massima serie dalla stagione 1993-1994, sia per risultati ottenuti che per prolificità.
Tra la 10ª e la 14ª giornata, i gialloverdi subiscono una serie di tre sconfitte consecutive, culminate poi con un pareggio a reti inviolate contro la neopromossa Le Havre.
Questi ultimi insuccessi e l'insoddisfazione da parte del presidente Waldemar Kita verso l'operato dell'allenatore, portano alla decisione di sospendere Aristouy dalle sue funzioni. Il 29 novembre 2023 viene dunque esonerato e sostituito da Jocelyn Gourvennec, già noto tra gli addetti gialloverdi per la sua esperienza tra le file del Nantes, come calciatore, tra il 1995 ed il 1998.
L'impatto del nuovo allenatore con la realtà gialloverde sembra sin da subito evidente, infatti alla prima giornata utile riporta alla vittoria i canarini, capaci di imporsi per 1-0 sul Nizza di Francesco Farioli, reduce da una serie di 13 risultati positivi.
Tuttavia, per i canarini la serie di successi consecutivi si arresta immediatamente alla giornata successiva, dove perdono per 2-1 contro i campioni in carica del Paris Saint-Germain grazie ad un gol dell'ex enfant prodige gialloverde Randal Kolo Muani.
Nelle restanti due gare prima del giro di boa contro il Brest e l'Olympique Lione, il Nantes riprende l'andazzo delle gare precedenti all’arrivo di Gouvernnec, perdendo entrambe le gare e concludendo il girone d'andata al 13º posto.
Al ritorno dalla pausa invernale i gialloverdi perdono Jean-Charles Castelletto, Mostafa Mohamed, Samuel Moutoussamy e Moses Simon a causa delle coincidenza della coppa d'Africa.
Proprio per questo motivo, nei primi giorni della sessione invernale di calciomercato la dirigenza ufficializza gli acquisti, in prestito, di Bénie Traoré e Tino Kadewere, rispettivamente da Sheffield Utd e Olympique Lione.
Contemporaneamente, il 5 gennaio 2024 avviene il debutto stagionale in coppa di Francia nella gara contro il Pau, dalla quale i canarini escono vittoriosi grazie ad una vittoria in rimonta per 1-4.
Nella suddetta competizione la maison jaune non riesce tuttavia a ripetere i risultati delle ultime due edizioni, dove avevano raggiunto le finali, infatti il 20 gennaio viene eliminata dalla competizione per mano del Laval, militante in Ligue 2.
Nel mentre i gialloverdi continuano a muoversi sul mercato sia sul fronte acquisti che sul fronte cessioni. A proposito di quest'ultimo, i canarini vengono abbandonati da quattro giocatori precedentemente acquistati nella sessione estiva di calciomercato: Adson, Diack, Marquinhos e Pierre-Gabriel. Ad essi si aggiungono le cessioni dei tre terzini Quentin Merlin, Jaouen Hadjam e Fabien Centonze, rispettivamente a Olympique Marsiglia, Young Boys e Verona.
D'altra parte, in entrata, oltre ai già citati Kadewere e Traoré, arrivano Kelvin Amian dallo Spezia e Nicolas Cozza dal Wolfsburg, quest'ultimo in prestito e di ritorno in Francia dopo un anno.
Ripreso il cammino in campionato con una sconfitta casalinga contro il Clermont Foot, nelle successive otto gare i canarini ottengono soltanto due vittorie, un pareggio e cinque sconfitte. Tale rendimento li avvicina in modo preoccupante alla zona retrocessione e a fronte di ciò il 19 marzo 2024 viene esonerato Gourvennec e al suo posto viene richiamato Antoine Kombouaré, dieci mesi dopo il suo esonero nella stagione passata.
Al secondo debutto con i gialloverdi Kombouaré ottiene una vittoria contro il Nizza, che permette ai canarini di risollevarsi dalla zona retrocessione. Nelle successive 7 gare i canarini ottengono 5 punti su 21 disponibili, conquistando alla penultima giornata l'aritmetica salvezza nonostante si vedano uscire sconfitti dalla gara casalinga contro il Lilla.
Infatti, grazie alla vittoria nella stessa giornata dello Strasburgo sul Metz terzultimo classificato, il Nantes si porta a +4 da quest'ultimi a una giornata dal termine.
Nell'ultima giornata, nonostante una sonora sconfitta per 4-0 in casa del Monaco, i canarini consolidano il 14º posto col quale concludono la stagione.

## Divise e sponsor
Lo sponsor tecnico per la stagione 2023-2024 è Macron, mentre gli sponsor ufficiali sono i main sponsor "frontali" Synergie, Proginov, e Les Gars des Eaux, i primi due al decimo anno consecutivo e l'ultimo già presente sulle maglie dei canarini negli anni precedenti ma come AFD Groupe, poi lo sleeve sponsor LNA Santé e lo shorts sponsor ZEbet.

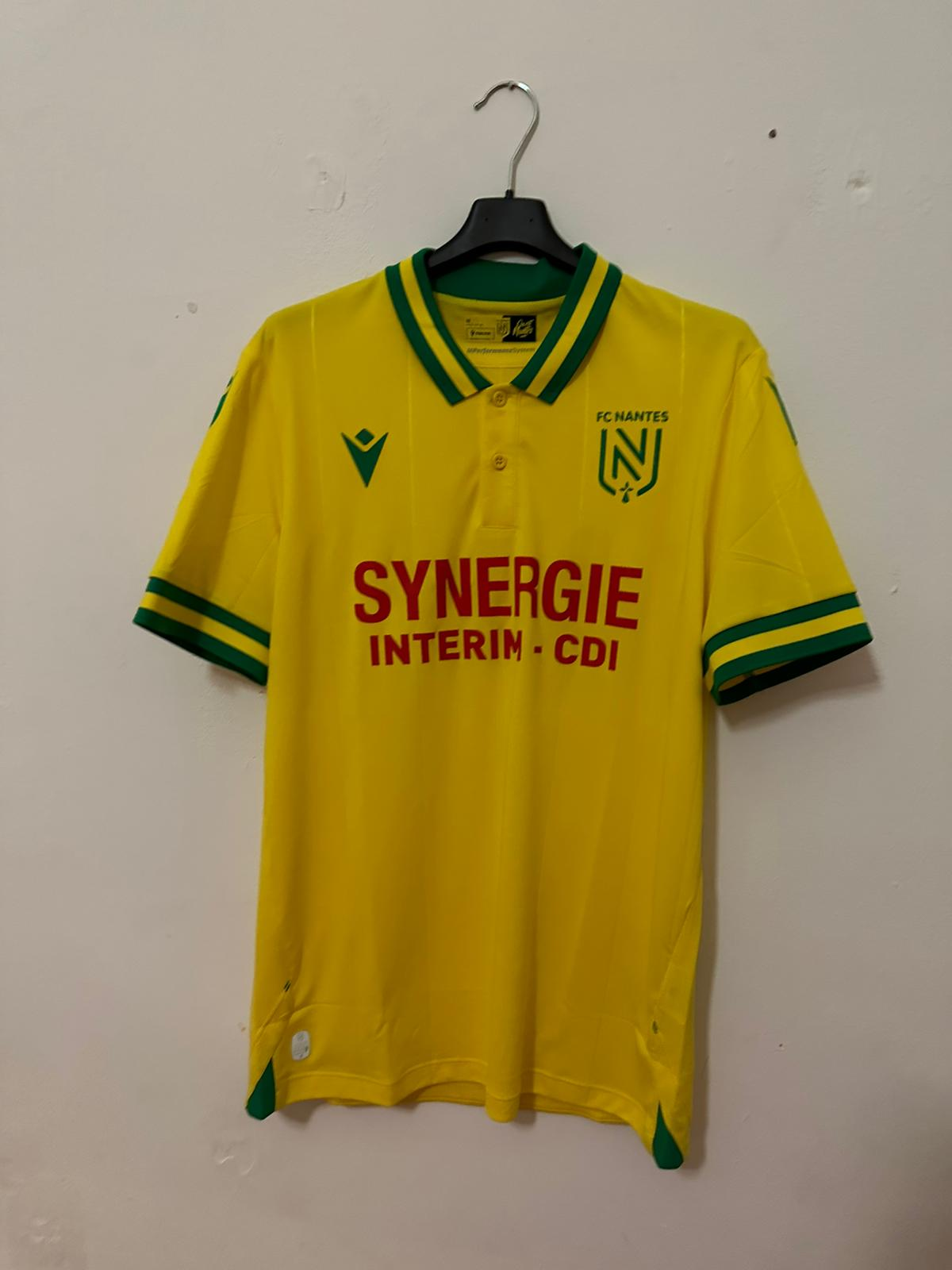
La divisa casalinga utilizzata nel corso della stagione.

Entrambe le maglie sono state presentate il 13 luglio.
La maglia home è caratterizzata dal tradizionale colore giallo ed è ricoperta da sottili bande verticali in rilievo, tono su tono. Il colletto è "a polo" e di colore verde lavorato a maglia con una striscia gialla, al suo interno vi è la scritta "On est Nantes", mentre sul retro sono ricamate otto stelle che richiamano gli otto campionati francesi vinti dai canarini. I polsini delle maniche utilizzano la stessa combinazione di colori del colletto e il logo del club e del fornitore tecnico sono stampati in silicone sul petto. Infine, i pantaloncini sono gialli con cordini verdi e i calzettoni sono gialli.

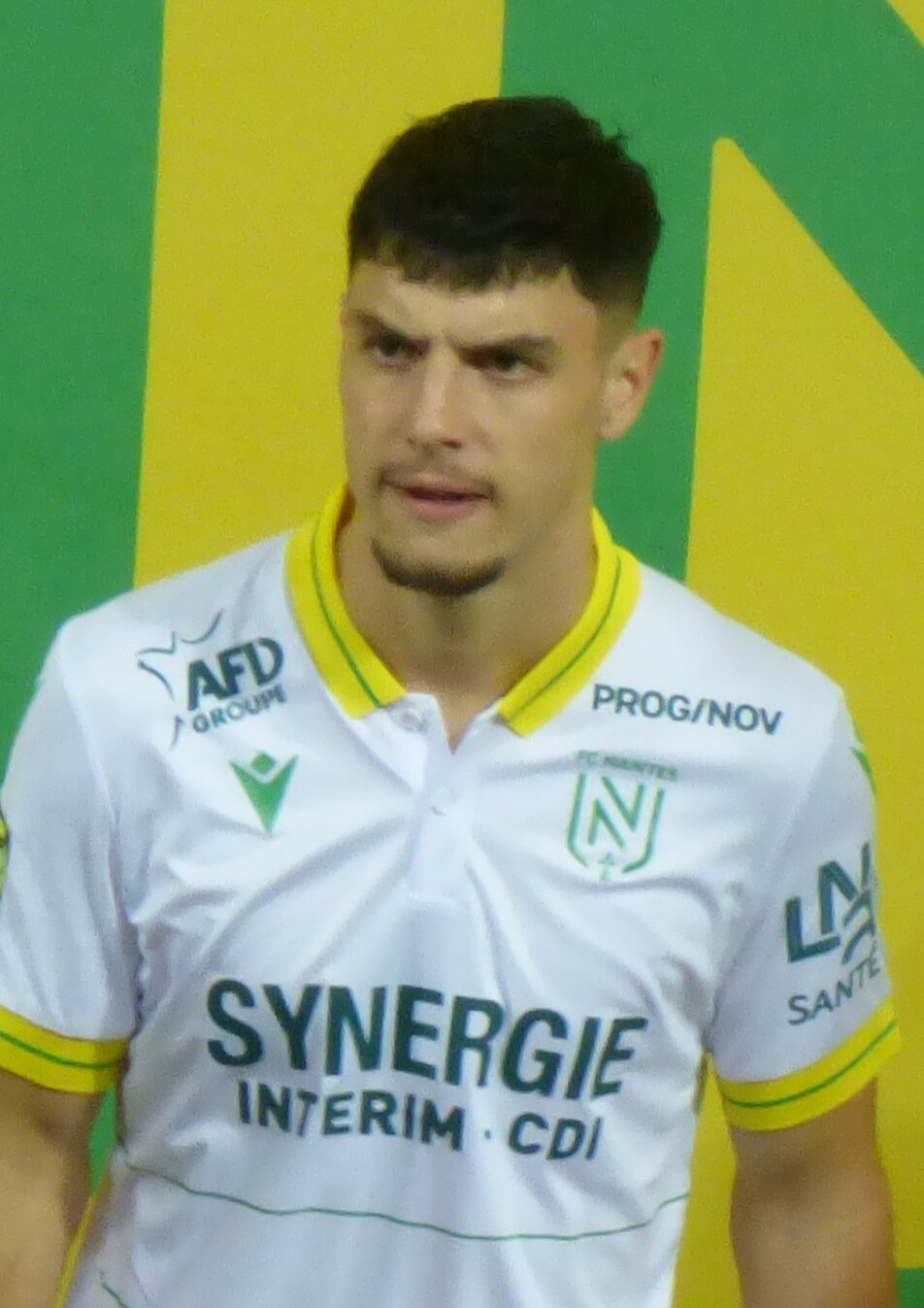
Abline con la maglia away bianca, caratterizzata dai dettagli in verde e giallo sui main sponsors.

La maglia away è completamente bianca con una serie di linee verdi stampate nella parte inferiore. Il colletto, uguale nei dettagli alla maglia home, è giallo e i polsini delle maniche, anch'essi gialli, incorporano una sottile striscia verde. Il dorso e le maniche sono decorati con motivi di ermellino in rilievo, tono su tono, simbolo del club e della città. Infine, i pantaloncini sono bianchi e anche i calzettoni sono bianchi, ma con sottili strisce verdi intorno al centro e due strisce gialloverdi sopra.
| Casa | Trasferta |

## Organigramma societario
Organigramma societario tratto dal sito ufficiale.
Area direttiva
- Presidente: Waldemar Kita
- Coordinatore sportivo: Phillipe Mao
- Direttore del settore giovanile: Samuel Fenillat
- Team manager: Tom Lahaye

Area tecnica
- Allenatore: Pierre Aristouy, poi Jocelyn Gourvennec, poi Antoine Kombouaré
- Allenatore in seconda: Alain Pochat, poi Alexandre Kerveillant e Pierre Espanol, poi Yves Bertucci e Guillaume Marie
- Preparatori dei portieri: Willy Grondin
- Preparatori atletici: Julien Le Pape, Pierre Espanol, Rui Ferreira Santos, Kévin Plantet

Area medica
- Medico sociale: Isabelle Salaün
- Fisioterapista: Nicolas-Pierre Bernot, Etienne Tourolle, Phillipe Chantebel, Adrien Verger
- Osteopata: Julien Mointeillet

Area video
- Analista: Robin Freneau e Alexandre Kerveillat

## Rosa
Aggiornata al 4 maggio 2024.
| N. |                         | Ruolo | Calciatore                  |
| -- | ----------------------- | ----- | --------------------------- |
| 1  | Francia (bandiera)      | P     | Alban Lafont                |
| 2  | Haiti (bandiera)        | D     | Jean-Kévin Duverne          |
| 3  | Francia (bandiera)      | D     | Nicolas Cozza               |
| 4  | Francia (bandiera)      | D     | Nicolas Pallois             |
| 5  | Spagna (bandiera)       | C     | Pedro Chirivella (capitano) |
| 6  | Brasile (bandiera)      | C     | Douglas Augusto             |
| 7  | Camerun (bandiera)      | A     | Ignatius Ganago             |
| 8  | RD del Congo (bandiera) | C     | Samuel Moutoussamy          |
| 10 | Brasile (bandiera)      | A     | Marquinhos                  |
| 11 | Guadalupa (bandiera)    | D     | Marcus Coco                 |
| 12 | Francia (bandiera)      | C     | Kader Bamba                 |
| 14 | Senegal (bandiera)      | C     | Lamine Diack                |
| 15 | Zimbabwe (bandiera)     | A     | Tino Kadewere               |
| 16 | Francia (bandiera)      | P     | Rémy Descamps               |
| 17 | Francia (bandiera)      | C     | Moussa Sissoko              |
| 18 | Francia (bandiera)      | D     | Ronaël Pierre-Gabriel       |
| 19 | Francia (bandiera)      | C     | Mohamed Achi                |
| 20 | Brasile (bandiera)      | A     | Adson                       |
| 21 | Camerun (bandiera)      | D     | Jean-Charles Castelletto    |
| 22 | Gabon (bandiera)        | D     | Yannis M'Bemba              |
| 23 | Francia (bandiera)      | A     | Stredair Appuah             |

| N. |                           | Ruolo | Calciatore         |
| -- | ------------------------- | ----- | ------------------ |
| 24 | Svizzera (bandiera)       | D     | Eray Cömert        |
| 25 | Francia (bandiera)        | C     | Florent Mollet     |
| 26 | Francia (bandiera)        | D     | Jaouen Hadjam      |
| 27 | Nigeria (bandiera)        | A     | Moses Simon        |
| 28 | Francia (bandiera)        | D     | Fabien Centonze    |
| 29 | Francia (bandiera)        | D     | Quentin Merlin     |
| 30 | Serbia (bandiera)         | P     | Denis Petrić       |
| 31 | Egitto (bandiera)         | A     | Mostafa Mohamed    |
| 39 | Francia (bandiera)        | A     | Matthis Abline     |
| 43 | Francia (bandiera)        | D     | Robin Voisine      |
| 44 | Francia (bandiera)        | D     | Nathan Zézé        |
| 45 | Francia (bandiera)        | D     | Bastien Meupiyou   |
| 46 | Francia (bandiera)        | D     | Enzo Mongo         |
| 50 | Francia (bandiera)        | P     | Hugo Barbet        |
| 54 | Comore (bandiera)         | A     | Adel Mahamoud      |
| 59 | Francia (bandiera)        | C     | Dehmaine Assoumani |
| 61 | Francia (bandiera)        | A     | Joe-Loic Affamah   |
| 71 | Francia (bandiera)        | D     | Hugo Boutsingkham  |
| 74 | Francia (bandiera)        | C     | Mathis Oger        |
| 77 | Costa d'Avorio (bandiera) | A     | Bénie Traoré       |
| 98 | Francia (bandiera)        | D     | Kelvin Amian       |

## Calciomercato

### Sessione estiva(dal 1º luglio al 31 agosto)
| Acquisti         | Acquisti              | Acquisti          | Acquisti                                        |
| R.               | Nome                  | da                | Modalità                                        |
| ---------------- | --------------------- | ----------------- | ----------------------------------------------- |
| P                | Hugo Barbet           | Guingamp          | definitivo                                      |
| D                | Eray Cömert           | Valencia          | prestito                                        |
| D                | Jean-Kévin Duverne    | Brest             | definitivo                                      |
| D                | Ronaël Pierre-Gabriel | Magonza           | definitivo                                      |
| C                | Lamine Diack          | Ankaragücü        | prestito con obbligo di riscatto (400 mila €)   |
| C                | Douglas Augusto       | PAOK              | definitivo (5,5 milioni €)                      |
| A                | Adson                 | Corinthians       | definitivo (5 milioni €)                        |
| A                | Marquinhos            | Arsenal           | prestito (300 mila €)                           |
| A                | Matthis Abline        | Rennes            | prestito con diritto di riscatto                |
| Altre operazioni |                       |                   |                                                 |
| R.               | Nome                  | da                | Modalità                                        |
| D                | Yannis M'Bemba        | Le Puy            | fine prestito                                   |
| C                | Abou Ba               | Seraing           | fine prestito                                   |
| C                | Kader Bamba           | Saint-Étienne     | fine prestito                                   |
| C                | Mohamed Achi          | Paris 13 Atletico | fine prestito                                   |
| A                | Joe-Loïc Affamah      | Torreense         | fine prestito                                   |
| A                | Bridge Ndilu          | SO Cholet         | fine prestito                                   |
| A                | Andy Delort           | Nizza             | diritto di riscatto esercitato (5 milioni €)    |
| A                | Mostafa Mohamed       | Galatasaray       | diritto di riscatto esercitato (5,75 milioni €) |

| Cessioni         | Cessioni              | Cessioni         | Cessioni                   |
| R.               | Nome                  | a                | Modalità                   |
| ---------------- | --------------------- | ---------------- | -------------------------- |
| D                | Sébastien Corchia     | Amiens           | definitivo                 |
| D                | Andrei Girotto        | Al-Taawoun       | definitivo (4 milioni €)   |
| D                | Junior Diaz           | Annecy           | prestito                   |
| C                | Abou Ba               | Villefranche     | definitivo                 |
| C                | Ludovic Blas          | Rennes           | definitivo (15 milioni €)  |
| C                | Lohann Doucet         | Paris FC         | prestito                   |
| C                | Santiago Eneme Bocari | Vyškov           | definitivo                 |
| C                | Goṙ Manvelyan         | Noah             | definitivo                 |
| A                | Andy Delort           | Umm-Salal        | definitivo (2,5 milioni €) |
| A                | Bridge Ndilu          | Swift Hesperange | definitivo                 |
| Altre operazioni |                       |                  |                            |
| R.               | Nome                  | a                | Modalità                   |
| D                | João Victor           | Benfica          | fine prestito              |
| D                | Charles Traoré        |                  | svincolato                 |
| C                | Samuel Yépié Yépié    |                  | svincolato                 |
| A                | Evann Guessand        | Nizza            | fine prestito              |
| A                | Andy Delort           | Nizza            | fine prestito              |
| A                | Mostafa Mohamed       | Galatasaray      | fine prestito              |

### Sessione invernale(dal 1º gennaio al 31 gennaio)
| Acquisti         | Acquisti      | Acquisti        | Acquisti                         |
| R.               | Nome          | da              | Modalità                         |
| ---------------- | ------------- | --------------- | -------------------------------- |
| D                | Kelvin Amian  | Spezia          | definitivo (3 milioni €)         |
| D                | Nicolas Cozza | Wolfsburg       | prestito                         |
| A                | Bénie Traoré  | Sheffield Utd   | prestito con diritto di riscatto |
| A                | Tino Kadewere | Olympique Lione | prestito con diritto di riscatto |
| Altre operazioni |               |                 |                                  |
| R.               | Nome          | da              | Modalità                         |

| Cessioni         | Cessioni              | Cessioni            | Cessioni                         |
| R.               | Nome                  | a                   | Modalità                         |
| ---------------- | --------------------- | ------------------- | -------------------------------- |
| D                | Fabien Centonze       | Verona              | prestito con diritto di riscatto |
| D                | Jaouen Hadjam         | Young Boys          | definitivo (1,3 milioni €)       |
| D                | Quentin Merlin        | Olympique Marsiglia | definitivo (12 milioni €)        |
| D                | Ronaël Pierre-Gabriel | Dinamo Zagabria     | definitivo                       |
| C                | Lamine Diack          | Colorado Rapids     | prestito con diritto di riscatto |
| A                | Adson                 | Vasco da Gama       | definitivo (5 milioni €)         |
| A                | Marquinhos            | Arsenal             | fine prestito                    |
| Altre operazioni |                       |                     |                                  |
| R.               | Nome                  | a                   | Modalità                         |

## Risultati

### Ligue 1

#### Girone di andata
| Arbitro: | Delajod |

|                    |           |                                |
| Mohamed 13’ (rig.) | Marcatori | 62’ Aboukhlal 90+1’ Nicolaisen |

| Arbitro: | Gaillouste |

|                       |           |  |
| David 66’ Ounas 90+4’ | Marcatori |  |

| Arbitro: | Pignard |

|                                        |           |                                       |
| Mohamed 5’ (rig.), 48’ Castelletto 15’ | Marcatori | 27’ Minamino 58’ Ben Yedder 85’ Boadu |

| Arbitro: | Buquet |

|             |           |         |
| Mohamed 39’ | Marcatori | 4’ Sarr |

| Arbitro: | Léonard |

|  |           |           |
|  | Marcatori | 49’ Simon |

| Arbitro: | Batta |

|                                                                 |           |                                  |
| Abline 42’ Cömert 46’ Mohamed 55’ Mollet 83’ Simon 90+8’ (rig.) | Marcatori | 9’ Kroupi 75’ Faivre 85’ Aiyegun |

| Arbitro: | Buquet |

|                                                          |           |                |
| Bourigeaud 6’ (rig.) D. Doué 73’ Kalimuendo 90+7’ (rig.) | Marcatori | 45’ Chirivella |

| Arbitro: | Frappart |

|            |           |                          |
| Sahi 90+2’ | Marcatori | 50’ Coco 58’ Moutoussamy |

| Arbitro: | Bollengier |

|                      |           |  |
| Mollet 44’ Bamba 74’ | Marcatori |  |

| Arbitro: | Gaillouste |

|                                                         |           |  |
| Sotoca 27’ (rig.), 72’ (rig.) Medina 58’ El Aynaoui 89’ | Marcatori |  |

| Arbitro: | Angoula |

|  |           |         |
|  | Marcatori | 75’ Ito |

| Arbitro: | Batta |

|                                         |           |           |
| Van Der Kerkhof 3’ Elisor 28’ Asoro 85’ | Marcatori | 12’ Simon |

| Nantes 26 novembre 2023, ore 15:00 CEST 13ª giornata | Nantes   | 0 – 0 referto | Le Havre | Stadio della Beaujoire (29 346 spett.)\| Arbitro: \| Nogueira[145] \| |
| Arbitro:                                             | Nogueira |               |          |                                                                       |

| Arbitro: | Buquet |

|            |           |  |
| Mollet 25’ | Marcatori |  |

| Arbitro: | Brisard |

|                            |           |             |
| Barcola 41’ Kolo Muani 83’ | Marcatori | 55’ Mohamed |

| Arbitro: | Millot |

|  |           |                         |
|  | Marcatori | 49’ Magnetti 57’ Mounié |

| Arbitro: | Bastien |

|               |           |  |
| Lacazette 49’ | Marcatori |  |

#### Girone di ritorno
| Arbitro: | Lissorgue |

|            |           |                             |
| Mollet 47’ | Marcatori | 29’ Nicholson 89’ Allevinah |

| Reims 28 gennaio 2024, ore 15:00 CEST 19ª giornata | Stade Reims | 0 – 0 referto | Nantes | Stadio Auguste Delaune (14 388 spett.)\| Arbitro: \| Pignard[151] \| |
| Arbitro:                                           | Pignard     |               |        |                                                                      |

| Arbitro: | Batta |

|  |           |           |
|  | Marcatori | 48’ Costa |

| Arbitro: | Frappart Angoula |

|                |           |                         |
| Dallinga 90+6’ | Marcatori | 2’ Mohamed 51’ Kadewere |

| Arbitro: | Brisard |

|  |           |                             |
|  | Marcatori | 60’ L. Hernández 78’ Mbappé |

| Arbitro: | Delajod |

|  |           |                 |
|  | Marcatori | 49’ Castelletto |

| Arbitro: | Wattellier |

|  |           |                                |
|  | Marcatori | 58’ (rig.) Mikautadze 60’ Udol |

| Arbitro: | Letexier |

|                     |           |  |
| Aubameyang 17’, 79’ | Marcatori |  |

| Arbitro: | Pignard |

|            |           |                            |
| Cömert 35’ | Marcatori | 3’ Gameiro 62’, 78’ Emegha |

| Arbitro: | Dechepy |

|                  |           |                        |
| Moffi 72’ (rig.) | Marcatori | 19’ Abline 76’ Mohamed |

| Arbitro: | Brisard |

|            |           |                                      |
| Abline 16’ | Marcatori | 75’ Lacazette 77’ Fofana 90+3’ Orban |

| Arbitro: | Ben El Hadj |

|  |           |             |
|  | Marcatori | 90+2’ Bamba |

| Arbitro: | Delajod |

|  |           |                                                   |
|  | Marcatori | 67’ Kalimuendo 76’ (rig.) Bourigeaud 90+1’ Gouiri |

| Arbitro: | Stinat |

|          |           |           |
| Adams 2’ | Marcatori | 7’ Abline |

| Brest 4 maggio 2024, ore 21:00 CEST 32ª giornata | Brest  | 0 – 0 referto | Nantes | Stadio Francis Le Blé (15 159 spett.)\| Arbitro: \| Turpin[164] \| |
| Arbitro:                                         | Turpin |               |        |                                                                    |

| Arbitro: | Wattellier |

|            |           |               |
| Abline 54’ | Marcatori | 8’, 11’ David |

| Arbitro: | Lissorgue |

|                                                           |           |  |
| Ben Yedder 6’ Kehrer 10’ Camara 24’ (rig.) Ben Seghir 61’ | Marcatori |  |

### Coppa di Francia
| Arbitro: | Gaillouste |

|           |           |                                        |
| Sylla 15’ | Marcatori | 48’ Mollet 80’, 83’ Kadewere 88’ Bamba |

| Arbitro: | Buquet |

|  |           |                |
|  | Marcatori | 60’ Tcholounté |

## Statistiche

### Statistiche di squadra
Statistiche aggiornate al 4 maggio 2024.
| Competizione     | Punti | In casa | In casa | In casa | In casa | In casa | In casa | In trasferta | In trasferta | In trasferta | In trasferta | In trasferta | In trasferta | Totale | Totale | Totale | Totale | Totale | Totale | DR  |
| Competizione     | Punti | G       | V       | N       | P       | Gf      | Gs      | G            | V            | N            | P            | Gf           | Gs           | G      | V      | N      | P      | Gf     | Gs     | DR  |
| ---------------- | ----- | ------- | ------- | ------- | ------- | ------- | ------- | ------------ | ------------ | ------------ | ------------ | ------------ | ------------ | ------ | ------ | ------ | ------ | ------ | ------ | --- |
| Ligue 1          | 33    | 17      | 3       | 3       | 11      | 17      | 29      | 17           | 6            | 3            | 8            | 13           | 25           | 34     | 9      | 6      | 19     | 29     | 55     | -26 |
| Coppa di Francia | -     | 1       | 0       | 0       | 1       | 0       | 1       | 1            | 1            | 0            | 0            | 4            | 1            | 2      | 1      | 0      | 1      | 4      | 2      | +2  |
| Totale           | -     | 18      | 3       | 3       | 12      | 17      | 31      | 18           | 7            | 3            | 8            | 17           | 26           | 36     | 10     | 6      | 20     | 33     | 57     | -24 |

### Andamento in campionato
| Giornata  | 1  | 2  | 3  | 4  | 5  | 6  | 7  | 8 | 9 | 10 | 11 | 12 | 13 | 14 | 15 | 16 | 17 | 18 | 19 | 20 | 21 | 22 | 23 | 24 | 25 | 26 | 27 | 28 | 29 | 30 | 31 | 32 | 33 | 34 |
| --------- | -- | -- | -- | -- | -- | -- | -- | - | - | -- | -- | -- | -- | -- | -- | -- | -- | -- | -- | -- | -- | -- | -- | -- | -- | -- | -- | -- | -- | -- | -- | -- | -- | -- |
| Luogo     | C  | T  | C  | C  | T  | C  | T  | T | C | T  | C  | T  | C  | C  | T  | C  | T  | C  | T  | C  | T  | C  | T  | C  | T  | C  | T  | C  | T  | C  | T  | T  | C  | T  |
| Risultato | P  | P  | N  | N  | V  | V  | P  | V | V | P  | P  | P  | N  | V  | P  | P  | P  | P  | N  | P  | V  | P  | V  | P  | P  | P  | V  | P  | V  | P  | N  | N  | P  | P  |
| Posizione | 14 | 16 | 16 | 15 | 15 | 10 | 13 | 9 | 7 | 7  | 8  | 9  | 11 | 8  | 9  | 11 | 13 | 13 | 13 | 14 | 12 | 16 | 12 | 14 | 16 | 16 | 14 | 15 | 14 | 14 | 14 | 14 | 14 | 14 |

Fonte: (FR) Tables - Ligue 1 Uber Eats, su ligue1.com. URL consultato il 19 maggio 2024.
Legenda:

Luogo: C = Casa; T = Trasferta. Risultato: V = Vittoria; N = Pareggio; P = Sconfitta.

### Statistiche dei giocatori
Sono in corsivo i calciatori che hanno lasciato la società a stagione in corso.
| Giocatore         | Ligue 1  | Ligue 1 | Ligue 1     | Ligue 1    | Coppa di Francia | Coppa di Francia | Coppa di Francia | Coppa di Francia | Totale   | Totale | Totale      | Totale     |
| Giocatore         | Presenze | Reti    | Ammonizioni | Espulsioni | Presenze         | Reti             | Ammonizioni      | Espulsioni       | Presenze | Reti   | Ammonizioni | Espulsioni |
| ----------------- | -------- | ------- | ----------- | ---------- | ---------------- | ---------------- | ---------------- | ---------------- | -------- | ------ | ----------- | ---------- |
| M. Abline         | 22       | 5       | 1           | 0          | 2                | 0                | 0                | 0                | 24       | 5      | 1           | 0          |
| M. Achi           | 0        | 0       | 0           | 0          | 0                | 0                | 0                | 0                | 0        | 0      | 0           | 0          |
| Adson             | 8        | 0       | 0           | 0          | 0                | 0                | 0                | 0                | 8        | 0      | 0           | 0          |
| J. Affamah        | 0        | 0       | 0           | 0          | 0                | 0                | 0                | 0                | 0        | 0      | 0           | 0          |
| K. Amian          | 12       | 0       | 2           | 0          | 0                | 0                | 0                | 0                | 12       | 0      | 2           | 0          |
| S. Appuah         | 4        | 0       | 0           | 0          | 0                | 0                | 0                | 0                | 4        | 0      | 0           | 0          |
| D. Assoumani      | 0        | 0       | 0           | 0          | 0                | 0                | 0                | 0                | 0        | 0      | 0           | 0          |
| D. Augusto        | 25       | 0       | 7           | 0          | 2                | 0                | 1                | 0                | 27       | 0      | 8           | 0          |
| H. Barbet         | 0        | 0       | 0           | 0          | 0                | 0                | 0                | 0                | 0        | 0      | 0           | 0          |
| K. Bamba          | 23       | 2       | 2           | 0          | 2                | 1                | 0                | 0                | 25       | 3      | 2           | 0          |
| H. Boutsingkham   | 2        | 0       | 0           | 0          | 2                | 0                | 0                | 0                | 4        | 0      | 0           | 0          |
| J. Castelletto    | 28       | 2       | 5           | 0          | 0                | 0                | 0                | 0                | 28       | 2      | 5           | 0          |
| F. Centonze       | 3        | 0       | 1           | 0          | 2                | 0                | 1                | 0                | 5        | 0      | 2           | 0          |
| P. Chirivella     | 32       | 1       | 6           | 0          | 2                | 0                | 0                | 0                | 34       | 1      | 6           | 0          |
| M. Coco           | 28       | 1       | 2           | 0          | 2                | 0                | 0                | 0                | 30       | 1      | 2           | 0          |
| E. Cömert         | 25       | 2       | 5           | 0          | 2                | 0                | 1                | 0                | 27       | 2      | 6           | 0          |
| N. Cozza          | 13       | 0       | 2           | 0          | -                | -                | -                | -                | 13       | 0      | 2           | 0          |
| R. Descamps       | 6        | -11     | 1           | 0          | 0                | 0                | 0                | 0                | 6        | -11    | 1           | 0          |
| L. Diack          | 1        | 0       | 0           | 0          | 0                | 0                | 0                | 0                | 1        | 0      | 0           | 0          |
| J. Duverne        | 19       | 0       | 4           | 0          | 1                | 0                | 0                | 0                | 20       | 0      | 4           | 0          |
| I. Ganago         | 6        | 0       | 0           | 0          | 0                | 0                | 0                | 0                | 6        | 0      | 0           | 0          |
| J. Hadjam         | 8        | 0       | 0           | 0          | 0                | 0                | 0                | 0                | 8        | 0      | 0           | 0          |
| T. Kadewere       | 14       | 1       | 1           | 0          | 2                | 2                | 0                | 0                | 16       | 3      | 1           | 0          |
| A. Lafont         | 28       | -43     | 2           | 0          | 2                | -2               | 0                | 0                | 30       | -45    | 2           | 0          |
| A. Mahamoud       | 1        | 0       | 0           | 0          | 1                | 0                | 0                | 0                | 2        | 0      | 0           | 0          |
| Marquinhos        | 7        | 0       | 0           | 0          | 0                | 0                | 0                | 0                | 7        | 0      | 0           | 0          |
| Y. M'Bemba        | 0        | 0       | 0           | 0          | 0                | 0                | 0                | 0                | 0        | 0      | 0           | 0          |
| Q. Merlin         | 16       | 0       | 0           | 0          | 2                | 0                | 0                | 0                | 18       | 0      | 0           | 0          |
| B. Meupiyou       | 1        | 0       | 0           | 1          | 0                | 0                | 0                | 0                | 1        | 0      | 0           | 1          |
| M. Mohamed        | 29       | 8       | 3           | 1          | 0                | 0                | 0                | 0                | 29       | 8      | 3           | 1          |
| E. Mongo          | 1        | 0       | 0           | 0          | 0                | 0                | 0                | 0                | 1        | 0      | 0           | 0          |
| F. Mollet         | 29       | 4       | 4           | 0          | 2                | 1                | 0                | 0                | 31       | 5      | 4           | 0          |
| S. Moutoussamy    | 26       | 1       | 2           | 0          | 0                | 0                | 0                | 0                | 26       | 1      | 2           | 0          |
| M. Oger           | 0        | 0       | 0           | 0          | -                | -                | -                | -                | 0        | 0      | 0           | 0          |
| N. Pallois        | 23       | 0       | 5           | 0          | 1                | 0                | 0                | 0                | 24       | 0      | 5           | 0          |
| D. Petrić         | 1        | -1      | 0           | 0          | 0                | 0                | 0                | 0                | 1        | -1     | 0           | 0          |
| R. Pierre-Gabriel | 12       | 0       | 3           | 0          | 0                | 0                | 0                | 0                | 12       | 0      | 3           | 0          |
| M. Simon          | 22       | 3       | 0           | 0          | 0                | 0                | 0                | 0                | 22       | 3      | 0           | 0          |
| M. Sissoko        | 26       | 0       | 7           | 0          | 2                | 0                | 0                | 0                | 28       | 0      | 7           | 0          |
| B. Traoré         | 14       | 0       | 1           | 1          | 1                | 0                | 0                | 0                | 15       | 0      | 1           | 1          |
| R. Voisine        | 0        | 0       | 0           | 0          | 0                | 0                | 0                | 0                | 0        | 0      | 0           | 0          |
| N. Zézé           | 13       | 0       | 1           | 0          | 1                | 0                | 0                | 0                | 14       | 0      | 1           | 0          |

## Giovanili

### Organigramma
Organigramma societario tratto dal sito ufficiale.
Area direttiva
- Direttore del settore giovanile: Samuel Fenillat
- Responsabile amministrativo del centro di formazione: Christian Lastennet
- Responsabile della pre-formazione: Franck Maufay
- Team Manager: Nicolas Hubert
- Direttore della scuola calcio: Laurent Marraud
- Responsabile socio-educativo: Dany D'Addario
- Responsabile pedagogico: Zoe Viallefont

Area tecnica
- Allenatore Nantes 2: Sthépane Ziani, Francis Liaigre
- Allenatore Under-19: Stéphane Moreau
- Allenatore Under-17: Maxime Baty e Benjamin Blanchard
- Allenatore Under-15: Franck Maufay
- Allenatore Under-14: Steeve Albert
- Allenatore dei portieri: Adrien Mottais, Marcelin Gohier e Florian Touzet
- Preparatori atletici: Steve Marie, Nicolas Delieutraz, Joan Mignon e Alexandre Barreau
- Videoanalista: Tristan Garreau e Jeremy Jaulin

Area medica
- Medico sociale: Maxime Coutrel
- Fisioterapista: Daniel Besnard, Quentin Bregeon e Simon Chauvel

### Piazzamenti
- Nantes 2:

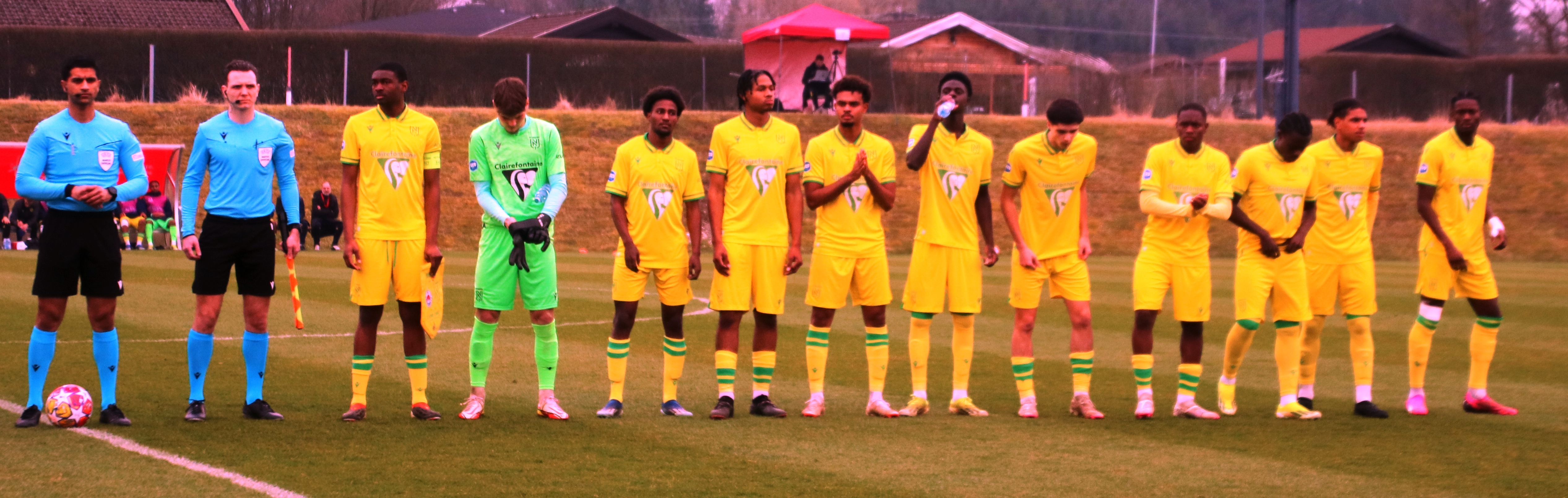
L'undici dell'Under-19 del Nantes titolare nella gara di UEFA Youth League contro i pari età del.

  - Championnat National 3: 2º posto nel gruppo D[173]
- Under-19:[174]
  - Campionato: 1º posto nel Gruppo C.[175] Eliminati ai play-off.
  - UEFA Youth League: Semifinali[176][177]
- Under-18:
  - Coppa Gambardella: Sedicesimi di finale[178]
- Under-17 (National):[179]
  - Campionato: 1º posto nel Girone F. Eliminato in semifinale.[180]